# Frank Tarloff
Frank Tarloff (ur. 4 lutego 1916 w Nowym Jorku, zm. 25 czerwca 1999 w Beverly Hills) – amerykański scenarzysta, polskiego pochodzenia. Wraz z Peterem Stone'em zdobywca Oscara za najlepszy scenariusz oryginalny do filmu Ojciec Wirgiliusz na 37. ceremonii wręczenia Oscarów. Jego nazwisko trafiło na hollywoodzką czarna listę.